# Web Ontology Language
OWL (англ. Web Ontology Language) — язык описания онтологий для семантической паутины. Язык OWL позволяет описывать классы и отношения между ними, присущие веб-документам и приложениям. OWL основан на более ранних языках OIL и DAML+OIL и в настоящее время является рекомендованным консорциумом Всемирной паутины.
В основе языка — представление действительности в модели данных «объект — свойство». OWL пригоден для описания не только веб-страниц, но и любых объектов действительности. Каждому элементу описания в этом языке (в том числе свойствам, связывающим объекты) ставится в соответствие URI.

## Разновидности языка
На данный момент актуальной считается вторая версия языка OWL, в которой определяются следующие разновидности
- OWL 2 DL предназначен для пользователей, которым нужна максимальная выразительность при сохранении полноты вычислений (все логические заключения, подразумеваемые той или иной онтологией, будут гарантированно вычислимыми) и разрешаемости (все вычисления завершатся за определенное время). OWL DL включает все языковые конструкции OWL, но они могут использоваться только согласно определенным ограничениям (например, класс может быть подклассом многих классов, но не может быть экземпляром другого класса). OWL DL так назван из-за его соответствия дескрипционной логике — дисциплине, в которой разработаны логики, составляющие формальную основу OWL. Существует три подмножества OWL DL, называемые «профилями»:
  - OWL EL, предназначенный для использования в приложениях с большим количеством свойств и классов. На EL-онтологиях основные алгоритмы логического вывода гарантированно завершаются за полиномиальное время.
  - OWL QL, особенно полезный для онтологий, содержащих множество индивидов. В этом профиле основной акцент приходится на обеспечение высокой скорости запросов к данным — они отрабатывают за логарифмическое время.
  - OWL RL предназначен для запуска алгоритмов, основанных на языках правил. Включает отличный от EL набор средств и позиционируется как язык, позволяющий повысить выразительность существующих RDFS-онтологий.
- OWL 2 Full предназначен для пользователей, которым нужна максимальная выразительность и синтаксическая свобода RDF без гарантий вычисления. Например, в OWL Full класс может рассматриваться одновременно как собрание индивидов и как один индивид в своём собственном значении. OWL Full позволяет строить такие онтологии, которые расширяют состав предопределённого (RDF или OWL) словаря. Маловероятно, что какое-либо программное обеспечение будет в состоянии осуществлять полную поддержку каждой особенности OWL Full.
- В первой версии языка также присутствовало подмножество OWL Lite, призванное ограничить выразительность языка и повысить скорость алгоритмов. В новой версии стандарта OWL Lite отсутствует[источник не указан 517 дней].

## Версии

### 1.0
Рекомендация W3C Архивная копия от 27 августа 2006 на Wayback Machine, действовавшая с 10 февраля 2004 года.

### 1.1
Новая спецификация, имевшая статус рабочего черновика. Адрес рабочей группы —  Архивная копия от 22 октября 2007 на Wayback Machine. Изменения касаются улучшения логики (качественные ограчения кардинальности), расширение поддержки типов данных, синтаксический сахар. Основная работа над проектом была проведена на http://www.webont.org/owl/1.1/ Архивная копия от 16 февраля 2008 на Wayback Machine.

### 2.0
C 27 октября 2009 года спецификация OWL 2 стала рекомендацией W3C. Представляет собой набор из 11 документов:
1. Structural Specification and Functional-Style Syntax Архивная копия от 7 марта 2010 на Wayback Machine
2. Direct Semantics Архивная копия от 30 марта 2010 на Wayback Machine
3. RDF-Based Semantics Архивная копия от 17 марта 2010 на Wayback Machine
4. Conformance and Test Cases Архивная копия от 30 марта 2010 на Wayback Machine
5. Mapping to RDF Graphs Архивная копия от 21 февраля 2010 на Wayback Machine
6. XML Serialization Архивная копия от 13 марта 2010 на Wayback Machine
7. Profiles Архивная копия от 26 февраля 2010 на Wayback Machine
8. Quick Reference Guide Архивная копия от 11 марта 2010 на Wayback Machine
9. New Features and Rationale Архивная копия от 8 марта 2010 на Wayback Machine
10. Manchester Syntax Архивная копия от 2 марта 2010 на Wayback Machine
11. rdf: text: A Datatype for Internationalized Text Архивная копия от 15 марта 2010 на Wayback Machine